# The Wolfgang Press
The Wolfgang Press war eine englische Musikgruppe, die etwa zwischen 1983 und 1995 bestand. Das Line-up wurde von Michael Allen (Gesang, Bassgitarre), Mark Cox (Keyboards) und Andrew Gray (Gitarre) gebildet. Sie waren beim Plattenlabel 4AD unter Vertrag. Die Band hat sich aufgelöst, ihre Mitglieder wirken bei anderen Projekten musikalisch weiter mit.

## Musik
Stilistisch ist die Band nicht leicht einzuordnen, da das musikalische Spektrum – wie der Gesang Michael Allens, der vom Sprechgesang bis zu hohen Tonlagen reicht – sehr breit gefächert ist. Die Musik ist experimentell. Besonders deutlich wird dies im hitverdächtigen Song „Mama Told Me Not to Come“ aus dem Jahr 1991, der überraschende Anklänge des Gospels aufweist.
Die Musik beginnt zumeist mit einem einfachen Rhythmus, der im Laufe der Songstruktur durch weitere Klangpassagen überlagert wird. Zumeist wird auf die Eintaktung eines klassischen Refrains verzichtet. Scheinbare Störungen werden bewusst eingebaut. Mitte der 80er entstanden Titel wie „Kansas“ oder „Shut that Door“ oder „The Great Leveller“, die bereits deutliche Elemente des neuen Industrial Rock aufwiesen und in der Folge von Bands wie Nine Inch Nails und Ministry aufgegriffen und weiterentwickelt wurden.
Nach fast 30 Jahren erschien 2024 mit A 2nd Shape (Die zweite Form) ein weiteres Album. Darin zeigt sich die Band erneut als wandelbar, suchend und dennoch erkennbar. Das Album erschien abermals im legendären Musiklabel 4AD, das Bands wie Pixies und Bauhaus unter Vertrag hatte.

## Diskografie
- The Burden Of Mules (1983)
- Scarecrow EP (1984)
- Water EP (1985)
- Sweatbox EP (1985)
- The Legendary Wolfgang Press And Other Tall Stories (1985)
- Standing Up Straight (1986)
- Big Sex EP (1987)
- Bird Wood Cage (1988)
- Queer (1991)
- Funky Little Demons (1995)
- Everything Is Beautiful –- A Retrospective 1983-1995 (2001)
- A 2nd Shape (2024)